# Zagrebačka biskupija
██ Zagrebačka biskupija u 15. stoljeću
Zagrebačka biskupija uspostavljena je oko 1094., točnije - po povijesnim vrelima - između druge polovice 1093. i prve polovice 1095. godine da bi bila glavni oslonac ugarske vlasti na području od Drave do Gvozda, a da bi tu zadaću mogla što bolje obavljati, potpala je pod ugarskog nadbiskupa, po svemu se čini kaločkoga. Ugarski kraljevi i druge imućne ličnosti u 12. stoljeću bogato su darivali zagrebačku biskupiju. Prema dijelu Felicijanove isprave iz 1134. godine kralj Ladislav je "utemeljio zagrebačku biskupiju, naime, da one koje je bludnja idolopoklonstva otuđila od štovanja Boga, biskupova briga privede na put istine...". Teritorij koji obuhvaća ova biskupija je bio podijeljen na arhiđakonate. U popisu župa iz 1334. godine navodi se 14 arhiđakonata: Gora, Zagorje, Svetačje, Gušće, Zagreb, Dubica, Komarnica, Gorica, Kalnik, Vaška, Čazma, Bekšin, Varaždin i Vrbovec. Za vjerski život zagrebačke biskupije od osobite je važnosti zagrebačka katedrala. 
Zagrebačka biskupija utemeljena je na području nekadašnje sisačke biskupije koja se spominje još u rimsko doba. Ladislav je novoosnovanu biskupiju podložio ugarskoj metropoliji u Ostrogonu (bila je u statusu sufragana), a 1180. je došla pod jurisdikciju kaločke metropolije i ostala pod njezinom vlašću do svog uzdignuća na čast nadbiskupije 1852. godine tako da od te godine govorimo da postoji Zagrebačka nadbiskupija. Papa Urban II., poznati zaštitnik hrvatskog kraljevstva, nije odobrio Ladislavovu politiku prema Hrvatskoj, stoga se Ladislav obratio na protupapu Klementa III. Wiberta, kojeg je obavijestio o osnivanju zagrebačke biskupije. Sveta Stolica tek je nakon nekog vremena, kada se situacija smirila, prihvatila osnivanje zagrebačke biskupije kao gotov čin, a 1227. papa Grgur IX. odobrio je i potvrdio razne darovnice i povlastice, među kojima i Felicijanovu ispravu iz 1134., u korist zagrebačke biskupije, ali ne i Ladislavovu povelju o njezinu osnivanju. Ladislavova povelja o osnivanju vjerojatno je izgubljena, a postoje i mišljenja da nije bila ni napisana. Stoga je i spomenuta Felicijanova isprava od iznimne važnosti, jer se u njoj u jednom pisanom dokumentu izričito spominje da je kralj Ladislav osnovao zagrebačku biskupiju. Felicijanova je isprava i najstariji očuvani pisani dokument u kojem se prvi put uz osnivanje biskupije spominje Zagreb.
Za prvog zagrebačkog biskupa Ladislav je postavio svećenika imenom Duh, koji je podrijetlom bio Čeh ili Slovak. Stara historiografija utvrdila je da je biskup Duh sa sobom u Zagreb donio vrijedne liturgijske knjige, od kojih su neke sačuvane do danas, a čuvaju se u Metropolitanskoj knjižnici u Zagrebu. Prvom zagrebačkom biskupu, te njegovim nasljednicima, za privremenu je katedralu poslužila jedna od već postojećih crkvi u gradu. No, odmah je počela i gradnja nove katedrale (ili prvostolnice), i to na istom mjestu gdje je i današnja zagrebačka katedrala. Gradnja je potrajala vise od jednog stoljeća, a izvedena je u romaničkom prijelaznom stilu koji je prevladavao u srednjoj Europi. Katedrala je dovršena i posvećena 1217. godine u prisutnosti više biskupa, crkvenih i svjetovnih vjerodostojnika te hrvatsko-ugarskog kralja Andrije II., koji je tada preko Zagreba išao u križarski rat u Svetu Zemlju (Palestinu). Katedralu su 1242. razorili Mongoli te je u liturgijske svrhe poslužila kapela svetog Stjepana Prvomučenika koja je dovršena 1250., a postoji i danas ugrađena u Nadbiskupski dvor. Nova stolna crkva, u gotičkom stilu, sagrađena je četrdeset godina poslije. Tijekom 16. stoljeća zagrebački su je biskupi dali ograditi, kao i biskupski dvor, zbog stalne turske opasnosti. Zagrebačka je stolna crkva bila posvećena uznesenju Blažene Djevice Marije i Sv. Stjepanu kralju. Uz osnivanje zagrebačke biskupije utemeljen je istodobno i Kaptol zagrebački.
Povijesni izvori svjedoče da su zagrebački biskupi, iako od osnivanja zagrebačke biskupije podređeni mađarskoj metropoliji, oduvijek bili svjesni hrvatskih interesa, zauzimali se za njihovu promociju te nastojali što prije isposlovati osamostaljenje od ugarske crkvene hijerarhije. Već se zagrebački biskup Stjepan II. (oko 1225. – 1249.) zauzimao da se zagrebačka biskupija i splitska nadbiskupija ujedine u jednu nadbiskupiju te da zagrebački biskup postane nadbiskup i primas, tj. prvi biskup Crkve u Hrvata. Potkraj 17. stoljeća na tome je radio i zagrebački biskup Aleksandar Mikulić (1688. – 1694.), koji je htio da se zagrebačka biskupija ujedini sa splitskom metropolijom te da se metropolija uredi u glavnom gradu Zagrebu, no to je spriječila Mletačka Republika. Biskup Martin Brajković (1703. – 1708.) nastojao je da se zagrebačka biskupija uzdigne na čast nadbiskupije, za što su se prema historiografima stvorile prilike i preduvjeti te da se zagrebačka biskupija osamostali u crkveno-pravnom pogledu od ugarske crkvene hijerarhije. Biskupovom su nastojanju bili skloni i papa Klement XI. (1700. – 1721.), pa i bečki dvor, no sve je odgodila biskupova prerana smrt.
Uz spomenute, među najzaslužnije zagrebačke biskupe ubrajaju se Osvald Tuz, Benko Vinković, Maksimilijan Vrhovac i ini.